# Wereldkampioenschap voetbal 1978 (kwalificatie CAF)
In totaal schreven 29 landen zich in om mee te doen aan de kwalificatie van het Wereldkampioenschap voetbal 1978. Er was 1 plek beschikbaar voor de landen uit het Afrikaanse continent, Tunesië zou zich voor de eerste keer kwalificeren voor het hoofdtoernooi. In de finalegroep was dat landen sterker dan Egypte en Nigeria. De kwalificatie duurde van 7 maart 1976 tot en met 11 december 1977.

## Gekwalificeerd land
| FIFA-lid | Kwalificatie | Aantal dln. (incl. 1978) | Dln. op rij | Eerste dln. | Laatste dln. | Titels (excl. 1978) | Beste prestatie |
| -------- | ------------ | ------------------------ | ----------- | ----------- | ------------ | ------------------- | --------------- |
| Tunesië  | Finaleronde  | 1e                       | 1           | n.v.t.      | n.v.t.       | n.v.t.              | n.v.t.          |

## Wedstrijden
Legenda

### Voorronde
|              |                                            |       |            | |
| 7 maart 1976 | Sierra Leone                               | 5 – 1 | Niger      | Locatie: Freetown, Sierra Leone Stadion: Nationaal Stadion Toeschouwers: 4.250 Scheidsrechter: Aguiahr Komla Barto (TOG) |
| 7 maart 1976 | Dumbuya 37', 68' Sounomu 57', 66' Tray 70' |       | Adamou 17' | Locatie: Freetown, Sierra Leone Stadion: Nationaal Stadion Toeschouwers: 4.250 Scheidsrechter: Aguiahr Komla Barto (TOG) |

|               |                          |       |              | |
| 21 maart 1976 | Niger                    | 2 – 1 | Sierra Leone | Locatie: Niamey, Niger Stadion: Stade du 29 Juillet Toeschouwers: 5.641 Scheidsrechter: Thompson Shakirudeen Badru (NGR) |
| 21 maart 1976 | Seydou 36' Kanfideni 52' |       | Sango 37'    | Locatie: Niamey, Niger Stadion: Stade du 29 Juillet Toeschouwers: 5.641 Scheidsrechter: Thompson Shakirudeen Badru (NGR) |

Sierra Leone won met 6–3 over twee wedstrijden en plaatst zich voor de eerste ronde.
|               |             |       |                      | |
| 13 maart 1976 | Opper-Volta | 1 – 1 | Mauritanië           | Locatie: Ouagadougou, Opper-Volta Stadion: Stade Municipal Toeschouwers: 3.323 Scheidsrechter: Adamou Mamoudou (NIG) |
| 13 maart 1976 | Kaboré 44'  |       | 68' (pen.) Coulibaly | Locatie: Ouagadougou, Opper-Volta Stadion: Stade Municipal Toeschouwers: 3.323 Scheidsrechter: Adamou Mamoudou (NIG) |

|               |            |                       |             | |
| 28 maart 1976 | Mauritanië | 0 – 2                 | Opper-Volta | Locatie: Nouakchott, Mauritanië Stadion: Stade de la Capitale Toeschouwers: 1.782 Scheidsrechter: Mody Ba (MLI) |
| 28 maart 1976 |            | Zoma 32' Ouattara 52' |             | Locatie: Nouakchott, Mauritanië Stadion: Stade de la Capitale Toeschouwers: 1.782 Scheidsrechter: Mody Ba (MLI) |

Opper-Volta won met 3–1 over twee wedstrijden en plaatst zich voor de eerste ronde.

### Eerste ronde
|              |              |       |       | |
| 1 april 1976 | Algerije     | 1 – 0 | Libië | Locatie: Algiers, Algerije Stadion: Stadion van 5 juli 1962 Toeschouwers: 15.267 Scheidsrechter: Jean Dubach (SUI) |
| 1 april 1976 | Betrouni 83' |       |       | Locatie: Algiers, Algerije Stadion: Stadion van 5 juli 1962 Toeschouwers: 15.267 Scheidsrechter: Jean Dubach (SUI) |

|               |       |       |          | |
| 16 april 1976 | Libië | 0 – 0 | Algerije | Locatie: Tripoli, Libië Stadion: 11 Junistadion Toeschouwers: 30.000 Scheidsrechter: Emilio Guruceta Muro (ESP) |
| 16 april 1976 |       |       |          | Locatie: Tripoli, Libië Stadion: 11 Junistadion Toeschouwers: 30.000 Scheidsrechter: Emilio Guruceta Muro (ESP) |

Algerije won met 1–0 over twee wedstrijden en plaatst zich voor de tweede ronde.
|                  |            |       |           | |
| 12 december 1976 | Marokko    | 1 – 1 | Tunesië   | Locatie: Casablanca, Marokko Stadion: Stade Père-Jégo Toeschouwers: 13.056 Scheidsrechter: Franz Wöhrer (AUT) |
| 12 december 1976 | Lakhal 35' |       | 56' Dhiab | Locatie: Casablanca, Marokko Stadion: Stade Père-Jégo Toeschouwers: 13.056 Scheidsrechter: Franz Wöhrer (AUT) |

|                |                    |              |                   | |
| 9 januari 1977 | Tunesië Labidi 34' | 1 – 1 (n.v.) | Marokko 55' Tahir | Locatie: Tunis, Tunesië Stadion: Stade El Menzah Toeschouwers: 44.500 Scheidsrechter: Walter Hungerbühler (SUI) |
| 9 januari 1977 |                    |              |                   | Locatie: Tunis, Tunesië Stadion: Stade El Menzah Toeschouwers: 44.500 Scheidsrechter: Walter Hungerbühler (SUI) |
| 9 januari 1977 | Strafschoppen      |              |                   | Locatie: Tunis, Tunesië Stadion: Stade El Menzah Toeschouwers: 44.500 Scheidsrechter: Walter Hungerbühler (SUI) |
| 9 januari 1977 | 4 – 2              |              |                   | Locatie: Tunis, Tunesië Stadion: Stade El Menzah Toeschouwers: 44.500 Scheidsrechter: Walter Hungerbühler (SUI) |

De stand was na twee wedstrijden gelijk (2–2), Tunesië won na strafschoppen en plaatste zich voor de tweede ronde.
|                 |              |       |         | |
| 17 oktober 1976 | Togo         | 1 – 0 | Senegal | Locatie: Lomé, Togo Stadion: Stade Général Eyadema Toeschouwers: 5.173 Scheidsrechter: Benjamin Dwomoh (GHA) |
| 17 oktober 1976 | Rachidou 87' |       |         | Locatie: Lomé, Togo Stadion: Stade Général Eyadema Toeschouwers: 5.173 Scheidsrechter: Benjamin Dwomoh (GHA) |

|                 |         |       |            | |
| 31 oktober 1976 | Senegal | 1 – 1 | Togo       | Locatie: Dakar, Senegal Stadion: Stade Demba Diop Toeschouwers: 7.000 Scheidsrechter: Naciri Abdelali (MAR) |
| 31 oktober 1976 | Ba 63'  |       | 58' Afanou | Locatie: Dakar, Senegal Stadion: Stade Demba Diop Toeschouwers: 7.000 Scheidsrechter: Naciri Abdelali (MAR) |

Togo won met 2–1 over twee wedstrijden en plaatst zich voor de tweede ronde.
|                 |                        |       |               | |
| 10 oktober 1976 | Ghana                  | 2 – 1 | Guinee        | Locatie: Accra, Ghana Stadion: Accra Sports Stadium Toeschouwers: 10.000 Scheidsrechter: Theodore Koudou Poll (CIV) |
| 10 oktober 1976 | Kassum 57' Afriyle 83' |       | 52' Y. Camara | Locatie: Accra, Ghana Stadion: Accra Sports Stadium Toeschouwers: 10.000 Scheidsrechter: Theodore Koudou Poll (CIV) |

|                 |                                  |              |                 | |
| 31 oktober 1976 | Guinee Papa Camara 51' Keita 56' | 2 – 1 (n.v.) | Ghana 59' Ansah | Locatie: Conakry, Guinee Stadion: Stade du 28 Septembre Toeschouwers: 20.000 Scheidsrechter: Abdelkader Aouissi (ALG) |
| 31 oktober 1976 |                                  |              |                 | Locatie: Conakry, Guinee Stadion: Stade du 28 Septembre Toeschouwers: 20.000 Scheidsrechter: Abdelkader Aouissi (ALG) |

Omdat de stand na twee wedstrijden gelijk was (3–3) werd er een play-off gespeeld op neutraal terrein.
|                 |       |                             |        | |
| 16 januari 1977 | Ghana | 0 – 2                       | Guinee | Locatie: Lomé, Togo Stadion: Stade Général Eyadema Toeschouwers: 13.482 Scheidsrechter: Youssef N'Diaye (SEN) |
| 16 januari 1977 |       | 3' Papa Camara 31' S. Sylla |        | Locatie: Lomé, Togo Stadion: Stade Général Eyadema Toeschouwers: 13.482 Scheidsrechter: Youssef N'Diaye (SEN) |

Guinee plaatste zich voor de tweede ronde door het winnen van deze play-off.
|                 |              |       |         | |
| 16 oktober 1976 | Sierra Leone | 0 – 0 | Nigeria | Locatie: Freetown, Sierra Leone Stadion: Reckrie Stadion Toeschouwers: 5.173 Scheidsrechter: Joel Turkson (GHA) |
| 16 oktober 1976 |              |       |         | Locatie: Freetown, Sierra Leone Stadion: Reckrie Stadion Toeschouwers: 5.173 Scheidsrechter: Joel Turkson (GHA) |

|                 |                                                                 |       |                           | |
| 30 oktober 1976 | Nigeria                                                         | 6 – 2 | Sierra Leone              | Locatie: Lagos, Nigeria Stadion: Surulerestadion Toeschouwers: 25.996 Scheidsrechter: Gration Matovu (TAN) |
| 30 oktober 1976 | Odegbami 25' Atuegbu 31', 34' Usiyan 40' Emeteole 63' Awesu 77' |       | 74' Dyfan 88' (pen.) Sama | Locatie: Lagos, Nigeria Stadion: Surulerestadion Toeschouwers: 25.996 Scheidsrechter: Gration Matovu (TAN) |

Nigeria won met 6–2 over twee wedstrijden en plaatst zich voor de tweede ronde.
|                 |                                |       |                       | |
| 17 oktober 1976 | Congo-Brazzaville              | 2 – 2 | Kameroen              | Locatie: Brazzaville, Congo-Brazzaville Stadion: Stade de la Revolution Toeschouwers: 17.367 Scheidsrechter: Winston Gumboh (ZAM) |
| 17 oktober 1976 | Mounoudzi 66' (pen.) Wamba 76' |       | 11' Milla 35' Onguene | Locatie: Brazzaville, Congo-Brazzaville Stadion: Stade de la Revolution Toeschouwers: 17.367 Scheidsrechter: Winston Gumboh (ZAM) |

|                 |                   |                    |                                          | |
| 31 oktober 1976 | Kameroen Milla 7' | 0 – 2 reglementair | Congo-Brazzaville 19' Ebomoa 52' N'Domba | Locatie: Yaoundé, Kameroen Stadion: Ahmadou Ahidjostadion Toeschouwers: 26.050 Scheidsrechter: Housainou N'Jai (GAM) |
| 31 oktober 1976 |                   |                    |                                          | Locatie: Yaoundé, Kameroen Stadion: Ahmadou Ahidjostadion Toeschouwers: 26.050 Scheidsrechter: Housainou N'Jai (GAM) |

Congo-Brazzaville won met 4–2 over twee wedstrijden en plaatst zich voor de tweede ronde.
|                  |             |       |           | |
| 4 september 1976 | Opper-Volta | 1 – 1 | Ivoorkust | Locatie: Ouagadougou, Opper-Volta Stadion: Stade Municipal Toeschouwers: 5.418 Scheidsrechter: Youssef N'Diaye (SEN) |
| 4 september 1976 | Kaboré 70'  |       | 36' Bawa  | Locatie: Ouagadougou, Opper-Volta Stadion: Stade Municipal Toeschouwers: 5.418 Scheidsrechter: Youssef N'Diaye (SEN) |

|                   |                       |       |             | |
| 26 september 1976 | Ivoorkust             | 2 – 0 | Opper-Volta | Locatie: Abidjan, Ivoorkust Stadion: Stade Félix Houphouët-Boigny Toeschouwers: 5.960 Scheidsrechter: Diagne (GUI) |
| 26 september 1976 | Kouame 17' Kouman 34' |       |             | Locatie: Abidjan, Ivoorkust Stadion: Stade Félix Houphouët-Boigny Toeschouwers: 5.960 Scheidsrechter: Diagne (GUI) |

Ivoorkust won met 3–1 over twee wedstrijden en plaatst zich voor de tweede ronde.
|                 |                        |       |          | |
| 29 oktober 1976 | Egypte                 | 3 – 0 | Ethiopië | Locatie: Caïro, Egypte Stadion: Nasserstadion Toeschouwers: 20.000 Scheidsrechter: Gianfranco Menegali (ITA) |
| 29 oktober 1976 | El Khatib 4', 19', 77' |       |          | Locatie: Caïro, Egypte Stadion: Nasserstadion Toeschouwers: 20.000 Scheidsrechter: Gianfranco Menegali (ITA) |

|                  |              |       |                    | |
| 14 november 1976 | Ethiopië     | 1 – 2 | Egypte             | Locatie: Addis Abeba, Ethiopië Stadion: Addis Ababa Stadion Toeschouwers: 50.000 Scheidsrechter: Robert Wurtz (FRA) |
| 14 november 1976 | Kassahun 40' |       | 12', 73' El Khatib | Locatie: Addis Abeba, Ethiopië Stadion: Addis Ababa Stadion Toeschouwers: 50.000 Scheidsrechter: Robert Wurtz (FRA) |

Egypte won met 5–1 over twee wedstrijden en plaatst zich voor de tweede ronde.
|            |                                                 |       |        | |
| 9 mei 1976 | Zambia                                          | 4 – 0 | Malawi | Locatie: Lusaka, Zambia Stadion: 7 April Stadium Toeschouwers: 16.000 Scheidsrechter: Muamba Kabwe (ZAI) |
| 9 mei 1976 | Chanda 4' Phiri 12', 75' Chamangwana 88' (e.d.) |       |        | Locatie: Lusaka, Zambia Stadion: 7 April Stadium Toeschouwers: 16.000 Scheidsrechter: Muamba Kabwe (ZAI) |

|             |        |            |        | |
| 30 mei 1976 | Malawi | 0 – 1      | Zambia | Locatie: Blantyre, Malawi Stadion: Kamazustadion Toeschouwers: 8.230 Scheidsrechter: Charles Randrianaly (MAD) |
| 30 mei 1976 |        | 48' Kapita |        | Locatie: Blantyre, Malawi Stadion: Kamazustadion Toeschouwers: 8.230 Scheidsrechter: Charles Randrianaly (MAD) |

Zambia won met 5–0 over twee wedstrijden en plaatst zich voor de tweede ronde.
|  |       |                |                               |  |
|  | Zaïre | w/o            | Centraal-Afrikaanse Republiek |  |
|  |       | Teruggetrokken |                               |  |

Centraal-Afrikaanse Republiek trok zich terug, Zaïre plaatste zich voor de tweede ronde.
|  |       |                |        |  |
|  | Kenia | w/o            | Soedan |  |
|  |       | Teruggetrokken |        |  |

Soedan trok zich terug, Kenia plaatste zich voor de tweede ronde.
|  |         |                |          |  |
|  | Oeganda | w/o            | Tanzania |  |
|  |         | Teruggetrokken |          |  |

Tanzania trok zich terug, Oeganda plaatste zich voor de tweede ronde.

### Tweede ronde
|                 |                    |       |          | |
| 6 februari 1977 | Tunesië            | 2 – 0 | Algerije | Locatie: Tunis, Tunesië Stadion: Stade El Menzah Toeschouwers: 39.987 Scheidsrechter: Antoine Queudeville (LUX) |
| 6 februari 1977 | Akid 56' Kaabi 73' |       |          | Locatie: Tunis, Tunesië Stadion: Stade El Menzah Toeschouwers: 39.987 Scheidsrechter: Antoine Queudeville (LUX) |

|                  |              |       |            | |
| 28 februari 1977 | Algerije     | 1 – 1 | Tunesië    | Locatie: Algiers, Algerije Stadion: Stadion van 5 juli 1962 Toeschouwers: 80.000 Scheidsrechter: Paul Bonett (MAL) |
| 28 februari 1977 | Guendouz 34' |       | Jebali 89' | Locatie: Algiers, Algerije Stadion: Stadion van 5 juli 1962 Toeschouwers: 80.000 Scheidsrechter: Paul Bonett (MAL) |

Tunesië won met 3–1 over twee wedstrijden en plaatst zich voor de derde ronde.
|                  |      |                             |        | |
| 13 februari 1977 | Togo | 0 – 2                       | Guinee | Locatie: Lomé, Togo Stadion: Stade Général Eyadema Toeschouwers: 7.976 Scheidsrechter: Felix Balloux (CIV) |
| 13 februari 1977 |      | Bangoura 15' Souleymane 84' |        | Locatie: Lomé, Togo Stadion: Stade Général Eyadema Toeschouwers: 7.976 Scheidsrechter: Felix Balloux (CIV) |

|                  |                                  |       |             | |
| 27 februari 1977 | Guinee                           | 2 – 1 | Togo        | Locatie: Conakry, Guinee Stadion: Stade du 28 Septembre Toeschouwers: 35.000 Scheidsrechter: Tanor Dieng (SEN) |
| 27 februari 1977 | Papa Camara 36' Tollo 40' (pen.) |       | Ametepé 55' | Locatie: Conakry, Guinee Stadion: Stade du 28 Septembre Toeschouwers: 35.000 Scheidsrechter: Tanor Dieng (SEN) |

Guinee won met 4–1 over twee wedstrijden en plaatst zich voor de derde ronde.
|                  |                                   |       |                            | |
| 13 februari 1977 | Ivoorkust                         | 3 – 2 | Congo-Brazzaville          | Locatie: Bouaké, Ivoorkust Stadion: Municipal Stadium Toeschouwers: 3.600 Scheidsrechter: Benjamin Dwomoh (GHA) |
| 13 februari 1977 | G'Bize 10' Mamahou 20' Kouman 81' |       | Bahamboula 36' N'Domba 89' | Locatie: Bouaké, Ivoorkust Stadion: Municipal Stadium Toeschouwers: 3.600 Scheidsrechter: Benjamin Dwomoh (GHA) |

|                  |                   |       |                                  | |
| 27 februari 1977 | Congo-Brazzaville | 1 – 3 | Ivoorkust                        | Locatie: Brazzaville, Congo-Brazzaville Stadion: Stade de la Revolution Toeschouwers: 70.000 Scheidsrechter: Festus Okubule (NGR) |
| 27 februari 1977 | Lingongo 23'      |       | Kouman 10' Miézan 38' G'Bize 82' | Locatie: Brazzaville, Congo-Brazzaville Stadion: Stade de la Revolution Toeschouwers: 70.000 Scheidsrechter: Festus Okubule (NGR) |

Ivoorkust won met 6–3 over twee wedstrijden en plaatst zich voor de derde ronde.
|                 |       |       |        | |
| 6 februari 1977 | Kenia | 0 – 0 | Egypte | Locatie: Nairobi, Kenia Stadion: Nairobi Citystadion Toeschouwers: 8.337 Scheidsrechter: Ahmed Jama (SOM) |
| 6 februari 1977 |       |       |        | Locatie: Nairobi, Kenia Stadion: Nairobi Citystadion Toeschouwers: 8.337 Scheidsrechter: Ahmed Jama (SOM) |

|                  |            |       |       | |
| 27 februari 1977 | Egypte     | 1 – 0 | Kenia | Locatie: Caïro, Egypte Stadion: Nasser Stadium Toeschouwers: 70.000 Scheidsrechter: Yousef Alghoul (LBA) |
| 27 februari 1977 | Khalil 13' |       |       | Locatie: Caïro, Egypte Stadion: Nasser Stadium Toeschouwers: 70.000 Scheidsrechter: Yousef Alghoul (LBA) |

Egypte won met 1–0 over twee wedstrijden en plaatst zich voor de derde ronde.
|                  |          |       |        | |
| 13 februari 1977 | Oeganda  | 1 – 0 | Zambia | Locatie: Kampala, Oeganda Stadion: Nakivubostadion Toeschouwers: 11.940 Scheidsrechter: Ismael Yusuf Kemal (ETH) |
| 13 februari 1977 | Ouma 73' |       |        | Locatie: Kampala, Oeganda Stadion: Nakivubostadion Toeschouwers: 11.940 Scheidsrechter: Ismael Yusuf Kemal (ETH) |

|                  |                                               |              |                            | |
| 27 februari 1977 | Zambia Chola 28' Chanda 34' Chitalu 85', 106' | 4 – 2 (n.v.) | Oeganda 14' Nasur 74' Obua | Locatie: Ndola, Zambia Stadion: Dag Hammarskjöldstadion Toeschouwers: 20.000 Scheidsrechter: Gratian Matovu (TAN) |
| 27 februari 1977 |                                               |              |                            | Locatie: Ndola, Zambia Stadion: Dag Hammarskjöldstadion Toeschouwers: 20.000 Scheidsrechter: Gratian Matovu (TAN) |

Zambia won met 4–3 over twee wedstrijden en plaatst zich voor de derde ronde.
|  |         |              |       |  |
|  | Nigeria | w/o          | Zaïre |  |
|  |         | Teruggrokken |       |  |

Zaïre trok zich terug, Nigeria plaatst zich voor de derde ronde.

### Derde ronde
|             |              |       |         | |
| 5 juni 1977 | Guinee       | 1 – 0 | Tunesië | Locatie: Conakry, Guinee Stadion: Stade du 28 Septembre Toeschouwers: 25.000 Scheidsrechter: Mohamed Larache (MAR) |
| 5 juni 1977 | I. Sylla 77' |       |         | Locatie: Conakry, Guinee Stadion: Stade du 28 Septembre Toeschouwers: 25.000 Scheidsrechter: Mohamed Larache (MAR) |

|              |                                  |       |              | |
| 19 juni 1977 | Tunesië                          | 3 – 1 | Guinee       | Locatie: Tunis, Tunesië Stadion: Stade El Menzah Toeschouwers: 35.248 Scheidsrechter: Hussein Fahmy Bahig (EGY) |
| 19 juni 1977 | Liman 9' Lahzami 59' Khouini 62' |       | 11' A. Sylla | Locatie: Tunis, Tunesië Stadion: Stade El Menzah Toeschouwers: 35.248 Scheidsrechter: Hussein Fahmy Bahig (EGY) |

Tunesië won met 3–2 over twee wedstrijden en plaatst zich voor de finaleronde.
|              |                                               |       |           | |
| 10 juli 1977 | Nigeria                                       | 4 – 0 | Ivoorkust | Locatie: Lagos, Nigeria Stadion: Surulerestadion Toeschouwers: 29.815 Scheidsrechter: Nyirenda Chayu (ZAM) |
| 10 juli 1977 | Usiyan 7', 30' Iwelumo 18' Ojebode 56' (pen.) |       |           | Locatie: Lagos, Nigeria Stadion: Surulerestadion Toeschouwers: 29.815 Scheidsrechter: Nyirenda Chayu (ZAM) |

|              |                  |       |                             | |
| 25 juli 1977 | Ivoorkust        | 2 – 2 | Nigeria                     | Locatie: Bouaké, Ivoorkust Stadion: Municipal Stadium Toeschouwers: 2.040 Scheidsrechter: Youssou N'Diaye (SEN) |
| 25 juli 1977 | Mamahou 37', 58' |       | 74' Odegbami 89' Amiesimaka | Locatie: Bouaké, Ivoorkust Stadion: Municipal Stadium Toeschouwers: 2.040 Scheidsrechter: Youssou N'Diaye (SEN) |

Nigeria won met 6–2 over twee wedstrijden en plaatst zich voor de finaleronde.
|              |                       |       |        | |
| 15 juli 1977 | Egypte                | 2 – 0 | Zambia | Locatie: Caïro, Egypte Stadion: Nasser Stadium Toeschouwers: 35.746 Scheidsrechter: Alberto Michelotti (ITA) |
| 15 juli 1977 | Gaafar 29' Hammam 49' |       |        | Locatie: Caïro, Egypte Stadion: Nasser Stadium Toeschouwers: 35.746 Scheidsrechter: Alberto Michelotti (ITA) |

|              |        |       |        | |
| 31 juli 1977 | Zambia | 0 – 0 | Egypte | Locatie: Lusaka, Zambia Stadion: 7 April Stadium Toeschouwers: 30.165 Scheidsrechter: John Gordon (SCO) |
| 31 juli 1977 |        |       |        | Locatie: Lusaka, Zambia Stadion: 7 April Stadium Toeschouwers: 30.165 Scheidsrechter: John Gordon (SCO) |

Egypte won met 2–0 over twee wedstrijden en plaatst zich voor de finaleronde.

### Finaleronde
Alle ploegen, die de finale-poule in 1973 haalden, werden nu voortijdig uitgeschakeld. Marokko werd na strafschoppen uitgeschakeld door Tunesië, in eerdere edities (1962/1970) werd Tunesië steeds na loting uitgeschakeld. Het was de eerste keer dat een wedstrijd op WK-niveau werd beslist op strafschoppen. In de tweede ronde trok de winnaar van 1973 Zaïre zich terug ten gunste van Nigeria, in de derde ronde verloor Zambia van Egypte. Tunesië maakte een 0-1 achterstand opgelopen in de uitwedstrijd tegen Guinee goed door met 3-1 in Tunis te winnen, Nigeria had geen problemen Ivoorkust te verslaan.
Er waren wisselende kansen in de finale-poule. Nigeria begon de campagne sterk met een 4-0 zege op Egypte en een gelijkspel in Tunesië. De returns gingen allebei verloren, vooral de thuiswedstrijd tegen Tunesië was onnodig door een volslagen, onnodig eigen doelpunt. Vervolgens leek Egypte weer de beste kansen te hebben na een 3-2 zege op Tunesië. Een gelijkspel zou genoeg zijn voor de Egyptenaren, maar Tunesië liet duidelijk blijken wie de sterkste was in de return: 4-1. Tunesie ging naar het WK om het continent Afrika waardiger te vertegenwoordigen dan de "soap" van Zaïre vier jaar eerder.
| Pos | Land    | Wed | Win | Gel | Ver | DV | DT | +/− | Pnt |
| --- | ------- | --- | --- | --- | --- | -- | -- | --- | --- |
| 1   | Tunesië | 5   | 4   | 2   | 1   | 1  | 7  | 4   | +3  |
| 2   | Egypte  | 4   | 4   | 2   | 0   | 2  | 7  | 11  | −4  |
| 3   | Nigeria | 3   | 4   | 1   | 1   | 2  | 5  | 4   | +1  |

|                   |         |       |         | |
| 25 september 1977 | Tunesië | 0 – 0 | Nigeria | Locatie: Tunis, Tunesië Stadion: Stade El Menzah Toeschouwers: 38.229 Scheidsrechter: John Carpenter (IRL) |
| 25 september 1977 |         |       |         | Locatie: Tunis, Tunesië Stadion: Stade El Menzah Toeschouwers: 38.229 Scheidsrechter: John Carpenter (IRL) |

|                |                                            |       |        |                                                                                                  |
| 8 oktober 1977 | Nigeria                                    | 4 – 0 | Egypte | Locatie: Lagos, Nigeria Stadion: Surulerestadion Scheidsrechter: César da Luz Dias Correia (POR) |
| 8 oktober 1977 | Chukwu 24' Odegbami 54', 67' N'Wadioha 74' |       |        | Locatie: Lagos, Nigeria Stadion: Surulerestadion Scheidsrechter: César da Luz Dias Correia (POR) |

|                 |                            |       |             | |
| 21 oktober 1977 | Egypte                     | 3 – 1 | Nigeria     | Locatie: Caïro, Egypte Stadion: Nasser Stadium Toeschouwers: 90.000 Scheidsrechter: Emmanuel Platopoulos (GRE) |
| 21 oktober 1977 | Abdou 11', 27' Mokhtar 50' |       | 75' Iwelumo | Locatie: Caïro, Egypte Stadion: Nasser Stadium Toeschouwers: 90.000 Scheidsrechter: Emmanuel Platopoulos (GRE) |

|                  |         |                  |         | |
| 12 november 1977 | Nigeria | 0 – 1            | Tunesië | Locatie: Lagos, Nigeria Stadion: Surulerestadion Toeschouwers: 80.000 Scheidsrechter: Ernst Dörflinger (SUI) |
| 12 november 1977 |         | 61' (e.d.) Odiye |         | Locatie: Lagos, Nigeria Stadion: Surulerestadion Toeschouwers: 80.000 Scheidsrechter: Ernst Dörflinger (SUI) |

|                  |                                           |       |                        | |
| 25 november 1977 | Egypte                                    | 3 – 2 | Tunesië                | Locatie: Caïro, Egypte Stadion: Nasser Stadium Toeschouwers: 85.000 Scheidsrechter: Hilmi Ok (TUR) |
| 25 november 1977 | Gaafar 26' (pen.) Abdou 53' El Khatib 83' |       | 80' Ben Aziza 87' Akid | Locatie: Caïro, Egypte Stadion: Nasser Stadium Toeschouwers: 85.000 Scheidsrechter: Hilmi Ok (TUR) |

|                  |                                               |       |                | |
| 11 december 1977 | Tunesië                                       | 4 – 1 | Egypte         | Locatie: Tunis, Tunesië Stadion: Stade El Menzah Toeschouwers: 42.850 Scheidsrechter: Gianfranco Menegali (ITA) |
| 11 december 1977 | Akid 15' Lahzami 42' Ben Aziza 65' Labidi 75' |       | 80' Abdel Baki | Locatie: Tunis, Tunesië Stadion: Stade El Menzah Toeschouwers: 42.850 Scheidsrechter: Gianfranco Menegali (ITA) |